# Relaciones Chile-Colombia
Las relaciones Chile-Colombia son las relaciones internacionales entre la República de Chile y la República de Colombia. Ambos países de Sudamérica pertenecen a la Comunidad de Estados Latinoamericanos y Caribeños, la Organización de Estados Americanos, el Grupo de Río, y la Unión de Naciones Suramericanas, además de tener lazos diplomáticos en el MERCOSUR, instancia de la cual ambos son estados asociados. Asimismo, ambos países impulsaron la creación de la Alianza del Pacífico, junto a México y Perú.

## Historia

### sigloXIX
Ambos países comparten nexos históricos al haber pertenecido al Imperio español y al Virreinato del Perú, siendo administrados de manera separada a través de la Capitanía General de Chile y el Virreinato de Nueva Granada. El 21 de octubre de 1822 se suscribió el primer tratado que formalizó las relaciones bilaterales entre las recientemente independientes repúblicas de Chile y la Gran Colombia, el Tratado de Amistad, Liga y Confederación, por el cual ambas naciones acordaron unirse para sostener su independencia, respetando sus respectivas soberanías. Ese mismo año Chile nombró a Joaquín Campino como ministro plenipotenciario ante las autoridades colombianas. La representación diplomática y los contactos fueron irregulares hasta 1853, cuando se firmó una Convención Consular y un pacto por el cual se acordaba la igualdad de las banderas granadinas y chilenas en cuanto al tráfico marítimo, mientras que en 1855 el gobierno chileno nombró a Carlos Bello como Ministro Residente, cargo que tampoco resulta permanente, hasta 1876, año en el que se designa en el mismo puesto a Domingo Godoy Cruz.
Durante la Guerra del Pacífico, las relaciones entre ambos países fueron tensas, principalmente por el rol de Panamá, entonces estado administrativamente dependiente de Colombia, que servía para el transbordo de material de guerra peruano traído desde Europa, la costa este de los Estados Unidos de América o desde Costa Rica hasta el puerto de Colón donde eran llevados por ferrocarril hasta la Ciudad de Panamá para ser embarcados desde allí a Perú, a veces con escala en Ecuador para simular otro destino, por las embarcaciones peruanas Talismán, Chalaco, Limeña, Estrella, Enriqueta y Guadiana. Ello contravenía el Tratado de Amistad, Comercio y Navegación firmado el 16 de febrero de 1844 entre Chile y Colombia, que estipulaba la «estricta e imprescindible obligación de no facilitar a los enemigos de Chile elementos bélicos de cualquier clase». Tras las protestas del gobierno chileno, el presidente Julián Trujillo Largacha declaró que la neutralidad del istmo obligaba a permitir el paso de mercancías sin control de su contenido ni de su destino. Los transportes de armas y las protestas diplomáticas chilenas continuaron. A fines de 1879 arribó a la Ciudad de Panamá el transporte armado chileno Amazonas que logró detener el contrabando de armas a Perú hasta la caída de Lima.
En 1881, Chile nombró como representante diplomático en Colombia al intelectual y poeta José Antonio Soffia, cuya misión fue reanudar las relaciones de amistad y descomprimir las tensiones originadas entre ambos países, así como abogar por el interés chileno de no intervención estadounidense o europea en los asuntos sudamericanos. En ese contexto, el año 1885, Chile acudió en defensa de los intereses de la Unión Colombiana al suscitarse una crisis con Estados Unidos. Los norteamericanos enviaron a su Armada a Panamá para proteger a sus ciudadanos e intereses tras la insurrección contra el gobierno colombiano comandada por Rafael Aizpuru. El accionar estadounidense significaba una violación de sus obligaciones contraídas en el tratado firmado con Colombia en 1846. El 7 de abril, el buque estadounidense USS Shenandoah llegó a Ciudad de Panamá y tres días más tarde, otros buques norteamericanos, como el USS Galena, recalaron en la ciudad de Colón. El 27 de abril una fuerza de marines se acuarteló en la Ciudad de Panamá. Al día siguiente, tropas colombianas llegaron al puerto de Buenaventura, el puerto colombiano más cercano al océano Pacífico. Chile veía con preocupación la interrupción de las comunicaciones a través del istmo de Panamá, y en respuesta a la intervención estadounidense, el 10 de abril zarpó desde Valparaíso el crucero protegido Esmeralda de la Armada de Chile, que luego de reabastecer en el puerto peruano de Callao, arriba a Panamá el 28 de abril de 1885. Las órdenes dadas al capitán de la Esmeralda, Juan López Lermanda, fueron detener, por cualquier medio, una eventual anexión de Panamá por parte de los Estados Unidos. Para cuando los chilenos arribaron, la situación en Panamá había sido resuelta. Los norteamericanos se retiraron de Ciudad de Panamá, al saber del desplazamiento de la nave de combate chilena, ciudad que posteriormente fue ocupada por el gobierno colombiano el 30 de abril. Por consiguiente, la acción del buque chileno tuvo incidencia directa en la decisión norteamericana de abandonar Panamá. La que fue señalada por la prensa del país del norte, pues el Esmeralda era considerado el más poderoso buque en la costa del Pacífico en ese momento: según una publicación estadounidense en agosto de 1885, después de los acontecimientos de Panamá, «[La Esmeralda] podría destruir nuestros buques apostados en Panamá, un barco a la vez, sin siquiera ser tocada».

### sigloXX

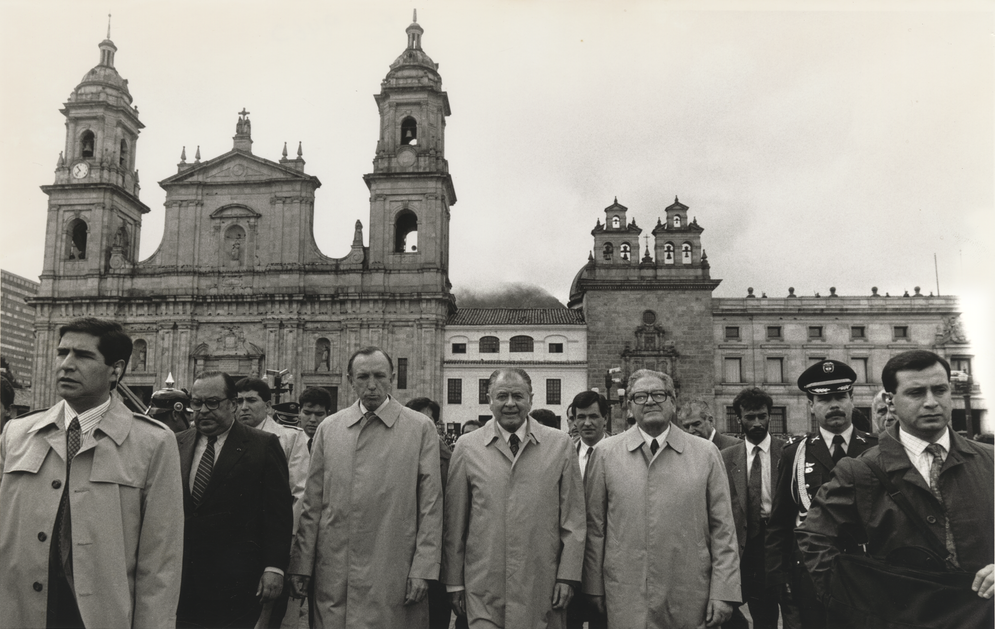
Visita de Estado del presidente chileno Patricio Aylwin a Colombia, tomada en la Plaza de Bolívar de Bogotá, el 15 de julio de 1991.

En 1921, ambos países suscribieron un convenio para el ejercicio de profesiones liberales, mientras que en 1929 firmaron un tratado de extradición. Luego, en 1936, el buen estado de las relaciones bilaterales se vio refrendado por la suscripción de un Tratado de Comercio y Navegación.
En 1966, el presidente chileno Eduardo Frei Montalva realizó una visita oficial a Colombia, estableciendo una estrecha relación con el presidente Carlos Lleras Restrepo, que dio origen al Pacto Andino. En agosto de 1972, Salvador Allende fue recibido por su par colombiano Misael Pastrana. Durante esos años, se estableció la denominada Comisión Chileno-Colombiana, que tuvo por objetivo intercambiar opiniones sobre aspectos relacionados con el comercio bilateral y la cooperación científica y tecnológica. Esta sesionó diez veces entre 1971 y 1989. Tras el golpe de Estado en Chile de 1973, las relaciones de Colombia con el régimen autoritario chileno fueron frías, aunque sin llegar a un grado de distanciamiento extremo. El canciller Julio Londorio fue uno de los pocos en realizar una visita oficial a Chile durante el periodo. En junio de 1990, el presidente colombiano Virgilio Barco efectuó una visita a Chile, oportunidad en que se iniciaron las negociaciones de un acuerdo sobre la lucha contra el narcotráfico.

### sigloXXI

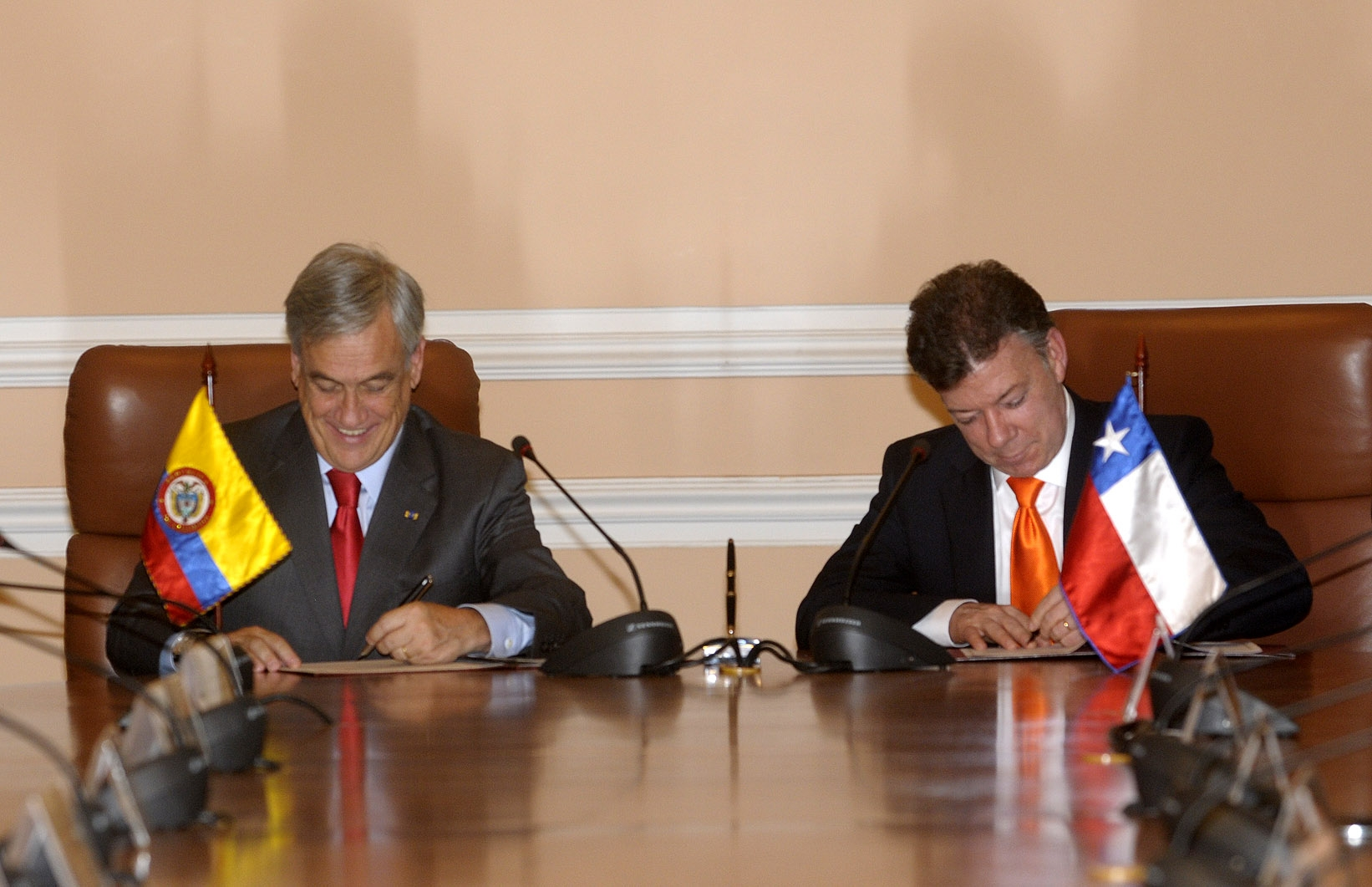
Sebastián Piñera, presidente de Chile, y Juan Manuel Santos, presidente de Colombia, firmando tratados y acuerdos comerciales.

El 27 de abril de 2006, ambos países firmaron un tratado de libre comercio. El 19 de abril del año siguiente, la Presidenta Michelle Bachelet realizó una visita de Estado a Colombia, suscribiéndose un convenio para evitar la doble tributación, y un Plan de Acción contra la Delincuencia Organizada y el Terrorismo. En 2011, ambos países suscribieron memorandos de entendimiento para la asociación estratégica entre Chile y Colombia, para el fortalecimiento del diálogo y cooperación consular, para la cooperación en asuntos antárticos, y para la realización de iniciativas de cooperación Sur-Sur triangular, mientras que el año siguiente firmaron acuerdos de reconocimiento mutuo de títulos y grados académicos y para el uso compartido de representaciones diplomáticas.
Un punto importante que reafirma el buen estado de las relaciones entre ambos países fue la participación de Chile como país acompañante, junto a Venezuela, durante el proceso de paz en Colombia, que terminó con el término del conflicto armado con las FARC. Asimismo, Chile participa como garante de un proceso similar de negociaciones llevado a cabo entre el gobierno colombiano y el Ejército de Liberación Nacional.
En 2019, los presidentes chileno y colombiano, Sebastián Piñera e Iván Duque, fueron los dos principales impulsores y fundadores del Foro para el Progreso de América del Sur (Prosur).

## Relaciones comerciales
La relación comercial entre ambos países es significativa. Gracias a la liberación de 100% arancelario que supuso el acuerdo de libre comercio, y en el marco de la Alianza del Pacífico, Colombia se transformó en el segundo destino más importante de los capitales chilenos en el mundo. Hacia 2021, según un reporte del Banco de la República de Colombia, la inversión de empresas chilenas en Colombia ascendería a 6.225 millones de dólares estadounidenses en la última década, concentrándose en el sector retail, servicios de salud, agroindustria, servicios de informática, servicios financieros,  generación y distribución de energía, turismo y combustible y gas.
En 2023, el intercambio comercial entre ambos países sudamericanos ascendió a los 1 894 millones de dólares estadounidenses. Los principales productos exportados por Chile a Colombia fueron alambre de cobre, manzanas y pasta química de madera, mientras que Colombia mayoritariamente exporta hulla bituminosa y azúcar.
En lo que respecta al transporte marítimo, la marina mercante traslada mercancías con frecuencias semanales principalmente entre los puertos chilenos de Arica, Iquique, San Antonio, Valparaíso y San Vicente, con los puertos colombianos de Buenaventura, Cartagena de Indias, Barranquilla y Santa Marta.

## Misiones diplomáticas
- Chile tiene una embajada en Bogotá.[20]
- Colombia tiene una embajada en Santiago y un consulado-general en Antofagasta.[21]

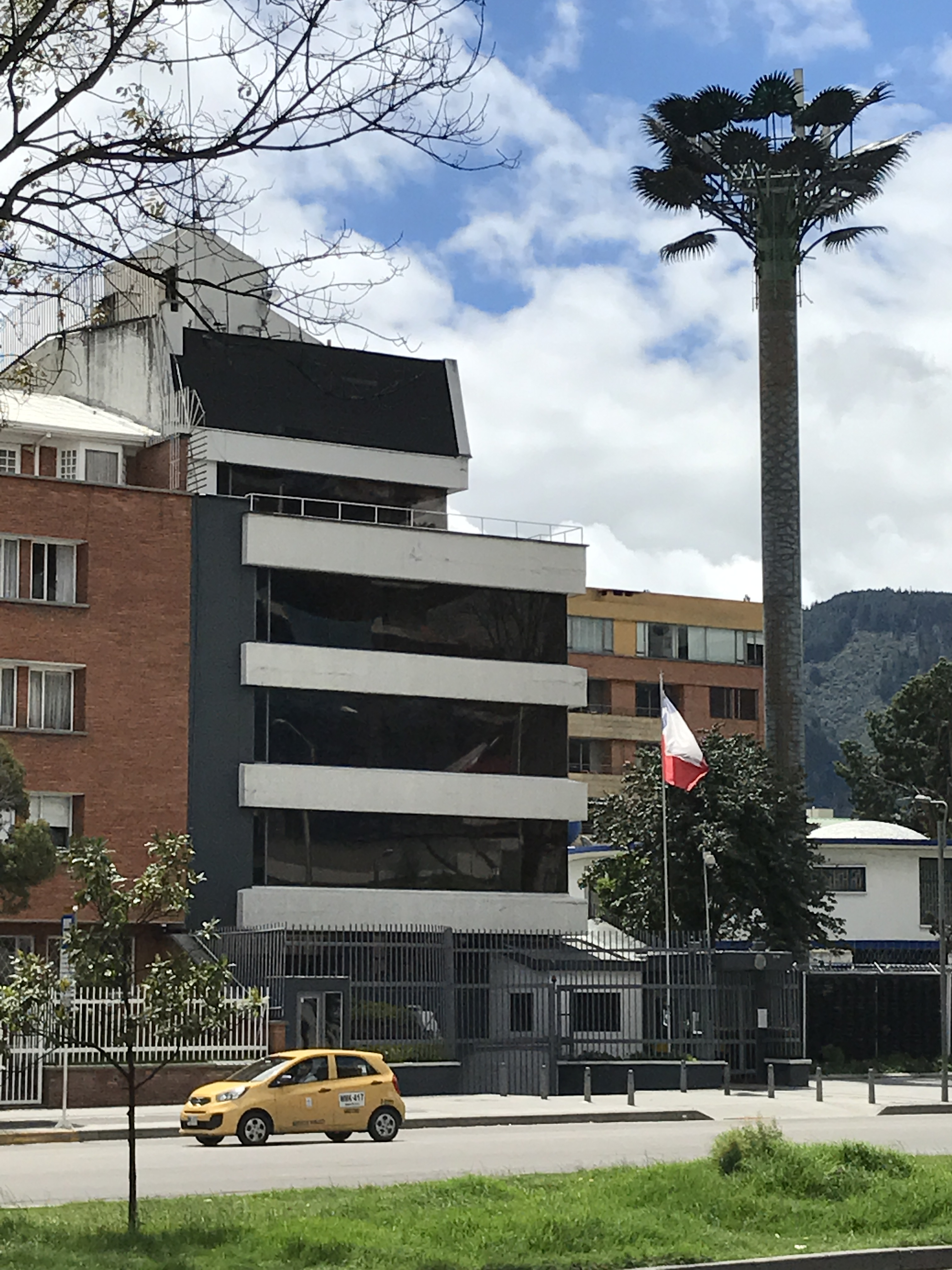
Embajada de Chile en Bogotá
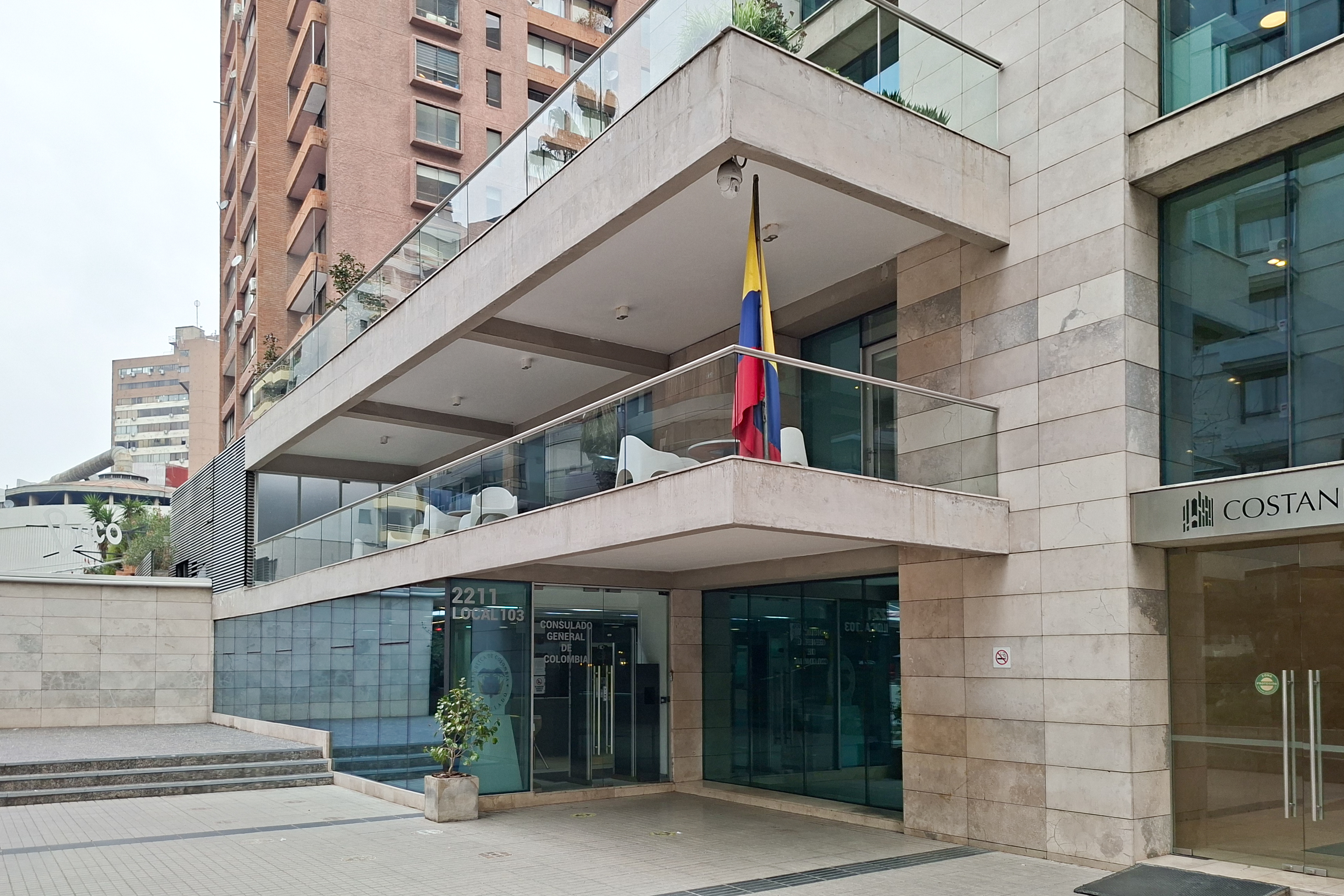
Consulado-General de Colombia en Santiago de Chile